# 14 janvier en sport
14 décembre 14 février
Chronologies thématiques
- Croisades
- Ferroviaires
- Disney

Le 14 janvier (14e jour de l'année) en sport.

## Événements

### XIXesiècle
- 1876 :
  - (Cricket) : formation de club de cricket du Essex County Cricket Club lors d'une réunion dans Shire Hall, à Chelmsford.

### XXIesiècle
- 2015 :
  - (Ski acrobatique /Mondiaux) : début des championnats du monde de ski acrobatique qui se déroulent à Kreischberg (Autriche) jusqu'au 25 janvier 2015.
- 2017 :
  - (Football /Coupe d'Afrique des nations) : début de la 31e édition de la Coupe d'Afrique des nations de football qui se déroule au Gabon à Libreville, Franceville, Port-Gentil et Oyem jusqu'au 5 février 2017.
  - (Compétition automobile /Rallye-raid) : sur le Rallye Dakar 2017, victoire du Britannique Sam Sunderland en moto, du Français Stéphane Peterhansel et de son copilote Jean-Paul Cottret en auto, des Russes Sergey Karyakin en quad, et Eduard Nikolaev en camion puis du Brésilien Leandro Torres en SSV.
- 2019 :
  - (Tennis /tournoi de Grand Chelem) : début de la 107e édition de l'Open d'Australie qui se déroule à Melbourne jusqu'au 27 janvier 2019.
- 2022 :
  - (Compétition automobile /Rallye-raid) : fin du 44e Rallye Dakar et victoire en moto du Britannique Sam Sunderland pour la seconde fois, en quad du Français Alexandre Giroud, en auto du Quatari Nasser al-Attiyah associé au Français Mathieu Baumel décroche son 4e sacre.
- 2024 :
  - (Tennis /tournoi de Grand Chelem) : début de la 112e édition de l'Open d'Australie qui se déroule à Melbourne jusqu'au 28 janvier 2024.
- 2025 :
  - (Handball /Mondial masculin) : début de la 29e édition du Mondial masculin qui a lieu jusqu'au 2 février en Norvège en Croatie et au Danemark[1].
  - (Nautisme /Course au large) : le skipper français Charlie Dalin remporte le Vendée Globe dans le temps record de 64 jours, 19 heures, 22 minutes et 49 secondes et rabaisse le record de près de 10 jours[2].

## Naissances

### XIXesiècle
- 1849 :
  - James Moore, cycliste sur route britannique. Vainqueur de Paris-Rouen 1869. († 17 juillet 1935).
- 1869 :
  - Robert Fournier-Sarlovèze, poloïste puis homme politique français. Médaillé de bronze aux Jeux de Paris 1900. Maire de Compiègne de 1904 à 1935, conseiller général de l'Oise de 1904 à 1937 ainsi que député de l'Oise de 1910 à 1914 et de 1919 à 1932. († 18 juillet 1937).
- 1874 :
  - Julien Borel, athlète de demi-fond et de steeple français. († 24 octobre 1934).
- 1887 :
  - Cayetano Saporiti, footballeur uruguayen. Vainqueur des Copa América 1916 et 1917. (50 sélections en équipe d'Uruguay). († 30 novembre 1959).
- 1891 :
  - Ville Kyrönen, athlète de fond finlandais. Médaillé d'argent du cross par équipes aux Jeux de Stockholm 1912. († 24 mai 1959).

### XXesièclede1901à1950
- 1904 :
  - Babe Siebert, hockeyeur sur glace canadien. († 25 août 1939).
- 1920 :
  - Johannes Lambertus de Harder, footballeur puis entraîneur néerlandais. (11 sélections en équipe des Pays-Bas). († 8 décembre 1982).
- 1925 :
  - Ernst Stojaspal, footballeur puis entraîneur autrichien. (32 sélections en équipe d'Autriche). († 3 avril 2002).
- 1932 :
  - Antonio Maspes, cycliste sur piste italien. Médaillé de bronze en tandem aux Jeux olympiques d'Helsinki 1952. Champion du monde de vitesse sur piste 1955, 1956, 1959, 1960, 1961, 1962 et 1964. († 19 octobre 2000).
- 1934 :
  - Pierre Darmon, joueur de tennis français.
  - Alberto Rodriguez Larreta, pilote de courses automobile argentin. († 11 mars 1977).
- 1935 :
  - Lucille Wheeler, skieuse canadienne. Médaillée de bronze de la descente aux Jeux de Cortina d'Ampezzo 1956. Championne du monde de ski alpin de la descente et du géant puis médaillée d'argent du combiné 1958.
- 1936 :
  - Lioudmila Khvedossiouk-Pinaïeva, kayakiste soviétique puis russe. Championne olympique en K-1 500 m aux Jeux de Tokyo 1964, championne olympique en K-1 500 m et médaillée de bronze K-2 500 m aux Jeux de Mexico 1968 puis championne olympique en K-2 500 m aux Jeux de Munich 1972. Championne du monde de course en ligne de canoë-kayak en K-4 500 m 1963, en K-1 500 m et K-4 500 m 1966, en K-1 500 m 1970, en K-1 500 m et K-4 500 m 1971 puis en K-4 500 m 1973.
- 1942 :
  - Pierre Albertini, judoka et dirigeant sportif français. Vice-champion d'Europe des -93kg 1967 et médaillé de bronze en 1970. († 27 janvier 2017).
  - Gerben Karstens, cycliste sur route néerlandais. Champion olympique du contre la montre par équipes aux Jeux de Tokyo 1964. († 8 octobre 2022).
- 1947 :
  - Ian Harrower, pilote de courses automobile britannique.
- 1948 :
  - Valeri Kharlamov, hockeyeur sur glace soviétique. Champion olympique aux Jeux de Sapporo 1972 puis aux Jeux d'Innsbruck 1976 et médaillé d'argent aux Jeux de Lake Placid 1980. Champion du monde de hockey sur glace 1969, 1970, 1971, 1973, 1974, 1975, 1978 et 1979. († 27 août 1981).
- 1949 :
  - Vasiliy Khmelevskiy, athlète de lancers soviétique puis biélorusse. Médaillé de bronze du marteau aux Jeux de Munich 1972. († ? 2002).

### XXesièclede1951à2000
- 1951 :
  - Fita Lovin, athlète de demi-fond et de fond roumaine. Médaillée de bronze du 800m aux Jeux de Los Angeles 1984.
- 1954 :
  - Jacques Brunel, joueur de rugby à XV puis entraîneur français. Sélectionneur de l'équipe d'Italie de 2011 à 2016 et de l'équipe de France de 2018 à 2019.
- 1955 :
  - Dominique Rocheteau, footballeur puis dirigeant sportif français. Champion d'Europe de football 1984. (49 sélections en équipe de France).
- 1963 :
  - Gert-Jan Theunisse, cycliste sur route néerlandais. Vainqueur du Tour de Luxembourg 1991.
- 1964 :
  - Beverly Kinch, athlète de sprint et de saut britannique.
- 1965 :
  - Marc Delissen, hockeyeur sur gazon néerlandais. Médaillé de bronze aux Jeux de Séoul 1988 puis champion olympique aux Jeux d'Atlanta 1996. (261 sélections en équipe des Pays-Bas).
- 1968 :
  - Marc Keller, footballeur puis dirigeant sportif français. (6 sélections en équipe de France).
- 1971 :
  - Lasse Kjus, skieur norvégien. Champion olympique du combiné aux Jeux de Lillehammer 1994, médaillé d'argent de la descente et du combiné aux Jeux de Nagano 1998 puis médaillé d'argent de la descente et de bronze du géant aux Jeux de Salt Lake City 2002. Champion du monde de ski alpin du combiné 1993 puis champion du monde de ski alpin du super-G et du géant 1999.
  - Bert Konterman, footballeur néerlandais. (12 sélections en équipe des Pays-Bas).
  - Jens Møller, pilote de courses automobile d'endurance danois.
  - Antónios Nikopolídis, footballeur puis entraîneur grec. Champion d'Europe de football 2004. (90 sélections en équipe de Grèce).
- 1973 :
  - Giancarlo Fisichella, pilote de F1 italien. (3 victoires en Grand Prix).
  - Paul Tisdale, footballeur puis entraîneur anglo-maltais.
- 1977 :
  - Narain Karthikeyan, pilote de F1 indien.
  - Terry Ryan, hockeyeur sur glace canadien.
- 1978 :
  - Shawn Crawford, athlète de sprint américain. Champion olympique du 200m et médaillé d'argent du relais 4×100m aux Jeux d'Athènes 2004 puis médaillé d'argent du 200m aux Jeux de Pékin 2008.
- 1980 :
  - Ryan Forehan-Kelly, basketteur américano-suisse.
  - Cory Gibbs, footballeur américain. (19 sélections en équipe des États-Unis).
- 1981 :
  - Myriam Baverel taekwondoïste française. Médaillée d'argent des +67 kg aux Jeux olympiques d'Athènes 2004. Médaillée d'argent des +72 kg aux championnats du monde de taekwondo 2003.
  - Abdelmalek Cherrad, footballeur algérien. (18 sélections en équipe d'Algérie).
  - Hyleas Fountain, athlète d'épreuves combinées américaine. Médaillée d'argent de l’heptathlon aux Jeux de Pékin 2008.
  - Sergueï Lagoutine, cycliste sur route ouzbek puis russe. Vainqueur du Tour de Corée 2008.
  - Concepción Montaner, athlète de sauts en longueur espagnole.
- 1982 :
  - Chris Heighington, joueur de rugby à XIII australo-anglais. (7 sélections avec l'équipe d'Angleterre).
  - Thomas Longosiwa, athlète de fond kényan. Médaillé de bronze du 5 000 m aux Jeux de Londres 2012.
  - Víctor Valdés, footballeur espagnol. Champion du monde de football 2010. Champion d'Europe de football 2012. Vainqueur des Ligues des champions 2006, 2009 et 2011. (20 sélections en équipe d'Espagne).
- 1983 :
  - Cesare Bovo, footballeur italien.
  - Maxime Monfort, cycliste sur route belge. Vainqueur du Tour de Luxembourg 2004.
  - Mauricio Soler, cycliste sur route colombien.
- 1984 :
  - Erick Aybar, joueur de baseball dominicain.
- 1985 :
  - Shawn Sawyer, patineur artistique individuel canadien.
- 1986 :
  - Yohan Cabaye, footballeur français. (48 sélections en équipe de France).
  - Ronald Ramón, basketteur dominicain. (31 sélections en équipe de République dominicaine).
- 1987 :
  - Julien Faussurier, footballeur français.
  - Jessica Fishlock, footballeuse galloise. Victorieuse des Ligues des champions féminine 2015 et 2019. (113 sélections en équipe du pays de Galles).
  - Chen Qian, pentathlonienne chinoise. Championne du monde de pentathlon moderne en individuelle 2009, championne du monde de pentathlon moderne par équipes et du relais 2014 puis championne du monde de pentathlon moderne du relais 2015.
- 1988 :
  - Ruben Bemelmans, joueur de tennis belge.
  - Marine Bolliet, biathlète française.
  - Julien Correia, hockeyeur sur glace français. (9 sélections en équipe de France).
  - Yoann Maestri, joueur de rugby à XV français. Vainqueur de la Coupe d'Europe de rugby 2010. (62 sélections en équipe de France).
  - Kamil Wilczek, footballeur polonais.
- 1989 :
  - Élodie Clouvel, pentathlonienne française. Médaillée d'argent en individuelle aux Jeux de Rio 2016 et aux Jeux de Paris 2024. Médaillée d'argent du relais aux CM de pentathlon moderne 2010, championne du monde du relais mixte 2013, médaillée d'argent en individuelle en 2016, par équipes 2018 et en individuelle 2021. Médaillée d'argent en individuelle aux CE de pentathlon moderne 2015.
- 1990 :
  - Yoann Court, footballeur français.
  - Rémi Lamerat, joueur de rugby à XV français. (19 sélections en équipe de France).
  - Thomas Scully, cycliste sur piste et sur route néo-zélandais.
  - Joel Wright, basketteur américano-jamaïcain.
- 1992 :
  - Jules Iloki, footballeur français.
  - Wang Qiang, joueuse de tennis chinoise.
- 1994 :
  - Benjamin Bourigeaud, footballeur français.
  - Connor Brown, hockeyeur sur glace canadien
- 1997 : Francesco Bagnaia, pilote italien, double champion du monde Moto Gp
- 1998 :
  - Gela Aprasidze, joueur de rugby à XV géorgien. (51 sélections en équipe de Géorgie).
- 1999 :
  - Declan Rice, footballeur irlandais puis anglais. Vainqueur de la Ligue Europa Conférence 2023. (3 sélections avec l'équipe d'Irlande et 62 avec celle d'Angleterre).
- 2000 :
  - Jonathan David, footballeur américano-canadien. (59 sélection en équipe du Canada).

### XXIesiècle
- 2001 :
  - Myron Boadu, footballeur néerlandais. (1 sélection en équipe des Pays-Bas).
  - Luiz Júnior, footballeur brésilien.
  - Valentin Paret-Peintre, cycliste sur route français.
- 2003 :
  - Frans Krätzig, footballeur allemand.
  - Martim Neto, footballeur portugais.
- 2004 :
  - Leon King, footballeur écossais.

## Décès

### XIXesiècle
- 1893 :
  - John Hawley Edwards, 42 ans, footballeur anglais et gallois. (1 sélection avec l'équipe du pays de Galles). (° 21 mars 1850).

### XXesièclede1901à1950
- 1926 :
  - John Rawlinson, 65 ans, footballeur anglais. (1 sélection en équipe d'Angleterre). (° 21 décembre 1860).
- 1927 :
  - Fritz Hofmann, 56 ans, gymnaste et athlète de sprint, de sauts et de lancers allemand. Champion olympique des barres parallèles par équipes et des barres fixes par équipes, médaillé de bronze à la corde lisse puis médaillé d'argent du 100m aux Jeux d'Athènes 1896. (° 19 juin 1871).

### XXesièclede1951à2000
- 1966 :
  - Paddy Moran, 88 ans, hockeyeur sur glace canadien. (° 11 mars 1877).
- 1978 :
  - Harold Abrahams, 78 ans, athlète de sprint britannique. Champion olympique du 100 mètres et médaillé d'argent du relais 4×100m aux Jeux de Paris 1924. (° 15 décembre 1899).
- 1986 :
  - Thierry Sabine, 36 ans, pilote de rallyes automobile français, fondateur du Rallye Paris-Dakar et de l'Enduro du Touquet. (° 13 juin 1949).

### XXIesiècle
- 2004 :
  - Mike Goliat, 82 ans, joueur de baseball américain. (° 5 novembre 1921).
- 2008 :
  - Don Cardwell, 72 ans, joueur de baseball américain. (° 7 décembre 1935).
  - Tommy Limby, 60 ans, skieur de fond suédois. Champion du monde de ski nordique du relais 4×10km en ski de fond 1978. (° 5 septembre 1947).
- 2010 :
  - Eugene Turner, 89 ans, patineur artistique américain. (° 26 novembre 1920).
  - Armando Vieira, 84 ans, joueur de tennis brésilien. (° 11 avril 1925).
- 2011 :
  - Peter Post, 77 ans, cycliste sur route et sur piste néerlandais. Vainqueur du Tour des Pays-Bas 1960, du Tour d'Allemagne 1962, du Tour de Belgique 1963 et de Paris-Roubaix 1964. (° 18 mars 1933).
  - Per-Olav Wiken, skipper néerlandais. Médaillé d'argent de la classe Star lors des Jeux olympiques d'été de 1968. (° 23 mars 1937).
- 2012 :
  - Giampiero Moretti, 71 ans, pilote de courses automobile d'endurance italien. (° 20 mars 1940).
- 2015 :
  - Mireille Laurent, joueuse de badminton française. (° 22 août 1938).
- 2017 :
  - Paul Labadie, 88 ans, joueur de rugby à XV français. (21 sélections en équipe de France). (° 27 avril 1928).
- 2018 :
  - Dan Gurney, 86 ans, pilote de F1 et de courses automobile d'endurance américain. (4 victoires en Grand Prix). Vainqueur des 24 Heures du Mans 1967. (° 13 avril 1931).
- 2021 :
  - Gimax, 83 ans, pilote de courses automobile d'endurance italien. (° 1er janvier 1938).
- 2024 :
  - Ricardo Alós, 92 ans, footballeur espagnol. (° 11 octobre 1931).
  - Magda Paulányi, 78 ans, athlète hongroise. Vice-championne d'Europe du lancer du javelot en 1969. (° 19 juin 1945).
  - Raema Lisa Rumbewas, 43 ans, haltérophile indonésienne. Médaillée d'argent des moins de 48 kg lors des Jeux olympiques de 2000 et de la catégorie des moins de 53 kg aux Jeux d'été de 2004. Vice-championne du monde des moins de 53 kg en 2006 puis médaillée de bronze de la même catégorie aux Jeux olympiques de Pékin en 2008. (° 10 septembre 1980).